# Tryskový barvicí stroj
Tryskový barvicí stroj (anglicky jet dyeing machine) je hydrodynamické zařízení, ve kterém se zpracovávaná textilie pohybuje s pomocí barvicí lázně.

## Funkce a výkon stroje
Tkanina nebo pletenina ve formě provazce je nesena strojem silným proudem barvicí lázně. Pohyb lázně rychlostí 50–500 m/min. při teplotách do 140 °C je vyvolán cirkulačním čerpadlem, barvivo se vstřikuje do textilie přes trysky. Nádrž na barvivo ve tvaru roury má obvykle objem (velikost partie) cca 250 kg, poměr materiál/tekutina = 1:5.

## Použití tryskových strojů

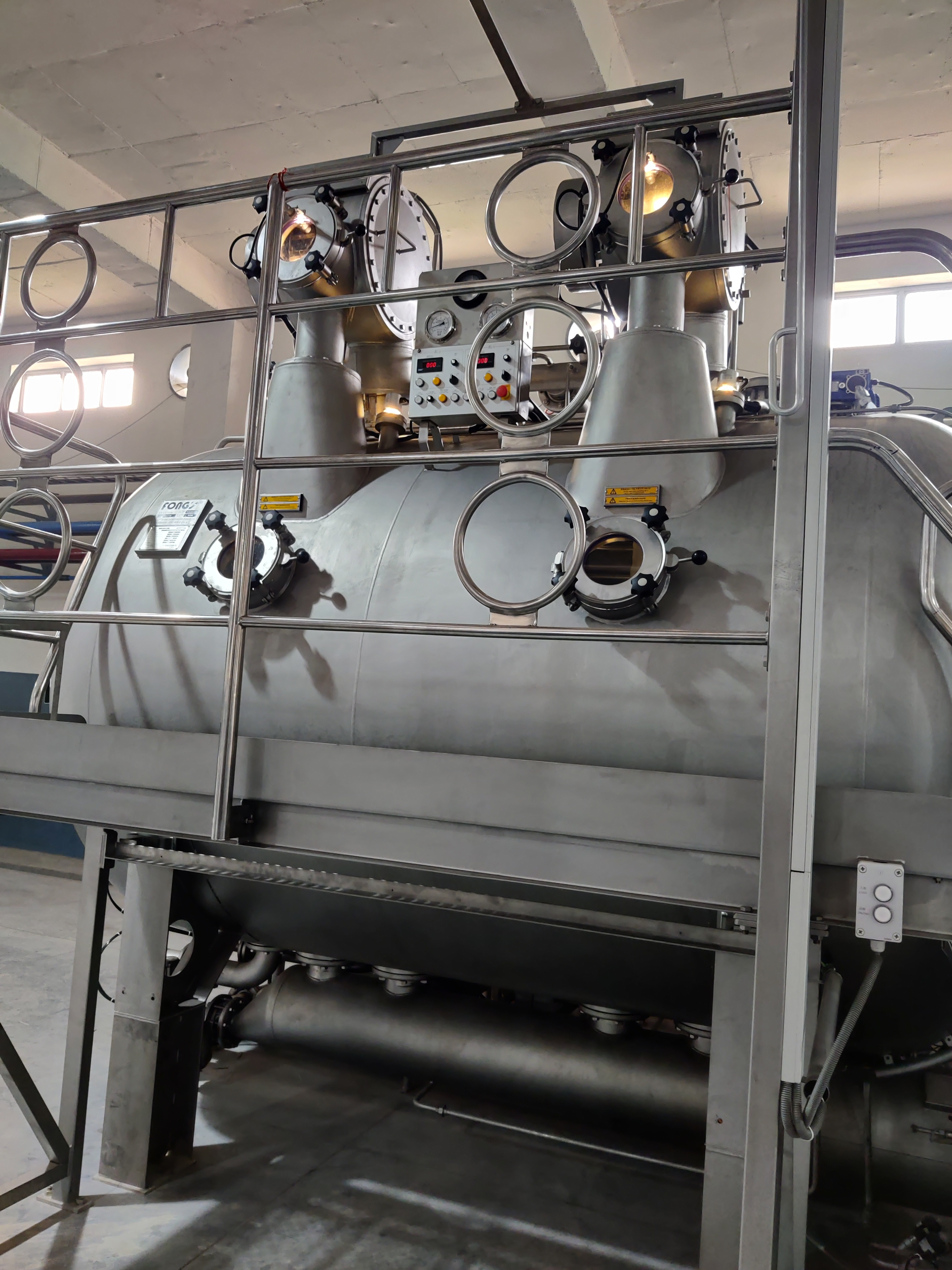
Tryskový (soft-flow) barvicí stroj

K tryskovému barvení se dají použít mimo nerozpustných azových barviv a pigmentů všechna textilní barviva, zpracovávaná textilie může obsahovat všechny běžné druhy vláken a také nefixované tvarované příze.
První tryskový barvicí stroj zkonstruoval Američan Fahringer v roce 1958.
Jako výhody oproti jiným technologiím barvení se uvádí:
Nízká spotřeba vody, krátká doba barvení, možnost zpracování při vysoké teplotě a tlaku, šetrné zpracování.
K nevýhodám patří: poměrně vysoké náklady náklady na investice a údržbu, možné poškození povrchu textilie při průchodu strojem.

## Druhy tryskových barvicích strojů
V odborné literatuře se podle způsobu barvení rozeznávají tři druhy tryskových strojů:
- Protékáním (overflow) – barvicí lázeň protéká vlastní vahou strojem a nese s sebou textilii třením o její povrch, poměr lázně 1:10)[8]
- Mírným prouděním (soft-flow) – cirkulace zboží s pomocí proudu vody, poměr barvicí lázně 1:1, teplota při barvení max. 135 °C, tlak do 3,2 bar[9]
- Proudem vzduchu (airflow) – cirkulace zboží s pomocí tlaku vzduchu z trysek, poměr lázně 1:5[10] [11]